# The Tremeloes
The Tremeloes  (původně Brian Poole and The Tremeloes) je anglická beatová skupina založená roku 1958 v Dagenhamu v Anglii. V šedesátých letech patřila k významným k představitelům Britské invaze. Jejich začátky silně ovlivnil Buddy Holly. Zpočátku zaznamenali úspěch v éře britské invaze s vedoucím zpěvákem Brianem Pooleem, kdy se v roce 1963 dostali na vrchol britské hitparády s písní „Do You Love Me“.
Původně se jmenovala Brian Poole and the Tremoloes podle výrazu tremolo, později o nich jeden novinář napsal jako o „Tremeloes“ a zkomolená verze se členům kapely natolik zalíbila, že ji přijali oficiálně. V roce 1962 skupina uzavřela smlouvu s firmou Decca Records, která jí dala u konkursu přednost před The Beatles (toto rozhodnutí, později často ironizované, mělo hlavně praktické důvody: Tremeloes bydleli blízko Londýna a byli tak pro nahrávací společnost snáze dosažitelní). V roce 1966 skupinu opustil zpěvák Brian Poole, který se vydal na sólovou dráhu, a skupina dále vystupovala pouze jako The Tremeloes. 
Po Pooleově odchodu v roce 1966 skupina dosáhla svého největšího úspěchu. Zreformovala se jako čtyřčlenná s Chipem Hawkesem na baskytaru, Rickem Westwoodem na sólovou kytaru, Alanem Blakelym na rytmickou kytaru a Davem Mundenem na bicí. Všichni čtyři členové zpívali, přičemž většinu hlavních rolí zpívali Hawkes a Munden. Kvarteto mělo mezi lety 1967 a 1971 13 nejlepších 40 hitů v UK Singles Chart, včetně „Here Comes My Baby“, „Even the Bad Times Are Good“, „(Call Me) Number One“, „Me and My Life“ a jejich nejúspěšnější singl „Silence Is Golden“ (1967). Různí další hudebníci přišli a odešli po roce 1974, ale všichni členové kvarteta z let 1966–1973 spolu s Poolem v určitém okamžiku vystupovali s pozdějšími verzemi kapely, která je od roku 2023 stále spolu.

## Diskografie
- Big Hits of '62 (1963)
- Twist and Shout (1963)
- Brian Poole Is Here! (1965)
- It's About Time (1965)
- Here Comes My Baby (1967)
- Even the Bad Times Are Good / Silence Is Golden (1967)
- Alan, Dave, Rick and Chip (1967)
- World Explosion! (1968)
- Suddenly You Love Me (1968)
- Master (1970)
- Shiner (1974)
- Don't Let the Music Die (1975)

## Sestava (2017)
- Dave Munden – zpěv, bicí (člen skupiny nepřetržitě od roku 1958)
- Syd Twynham – zpěv, kytara
- Joe Gillingham – zpěv, klávesy
- Jeff Brown – zpěv, baskytara